# Johan Boisedu

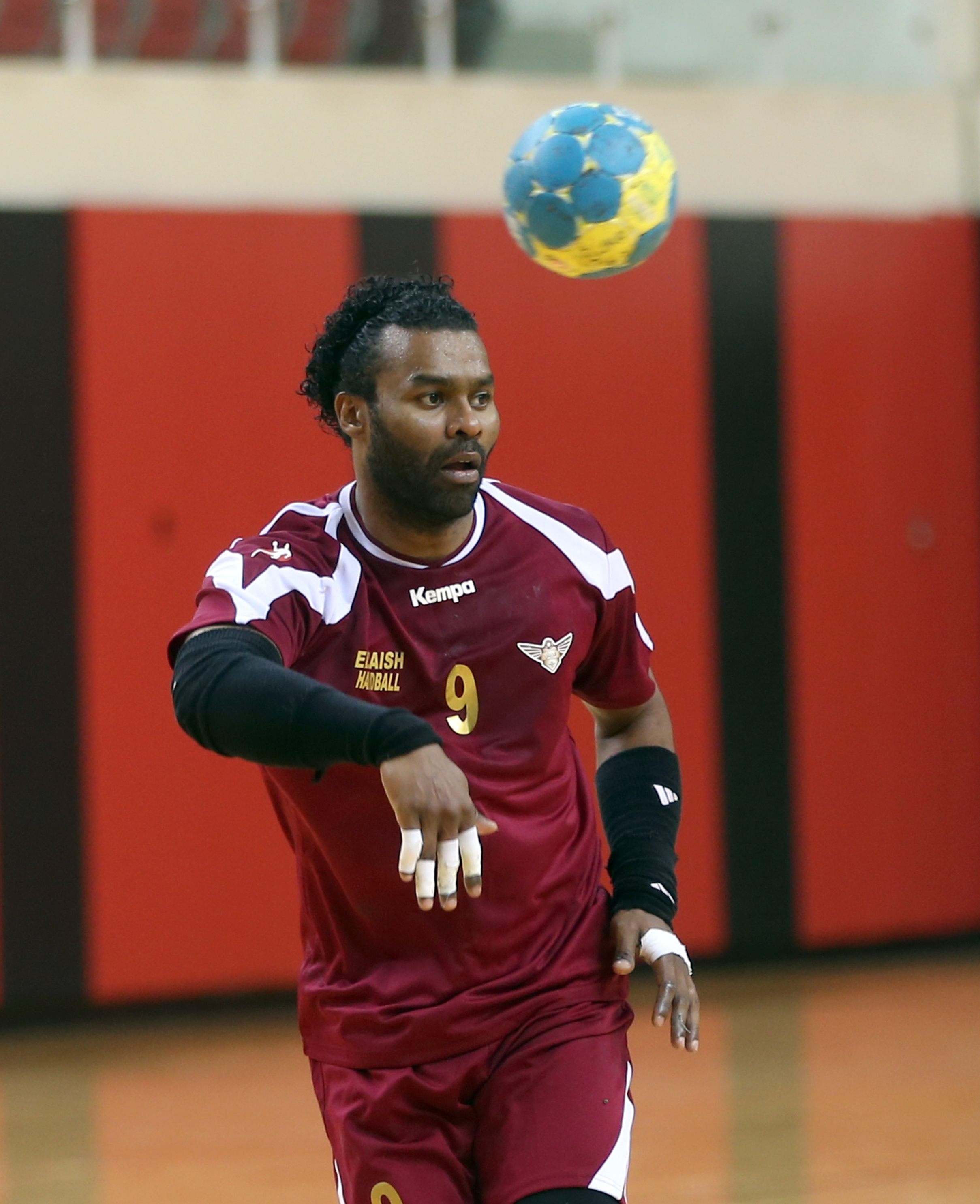
Johan Boisedu, 2013

Johan Boisedu (* 14. Dezember 1979 in Saint-Denis, Réunion) ist ein ehemaliger französischer Handballspieler, der zumeist als linker Rückraumspieler eingesetzt wurde.
Der 1,89 m große Rechtshänder begann seine Laufbahn bei Cressonaire auf der französischen Insel Réunion. 1999 wechselte er zum deutschen Bundesligisten TSV Bayer Dormagen. In der Saison 2000/01 wurde er an den französischen Verein UMS Pontault-Combault ausgeliehen. Ab 2001 spielte er dann für US Créteil HB, mit dem er 2002 Vizemeister der Division 1 sowie 2003 Sieger in der Coupe de la Ligue wurde. International nahm er am EHF-Pokal 2001/02, dem EHF Challenge Cup 2002/03, dem Europapokal der Pokalsieger 2003/04 und der EHF Champions League 2004/05 teil. Anschließend lief er für Tremblay-en-France Handball, SMV Porte Normande, Saint-Raphaël Var Handball und ab Dezember 2009 für US Dunkerque auf, mit dem er 2009/10 im EHF-Pokal antrat. 2010 kehrte er in die Bundesliga zu HBW Balingen-Weilstetten zurück. Nach einer Saison wechselte er nach Dubai zu al-Wasl und 2013 nach Katar zu al-Jaish. Nachdem Boisedu später in Spanien aktiv gewesen war, schloss er sich im Januar 2019 dem französischen Erstligisten US Ivry HB an. Nach der Saison 2018/19 verließ er Ivry. Anschließend nahm ihn der französische Zweitligist Dijon Métropole Handball für ein Jahr unter Vertrag.
Boisedu gehörte dem Kader der französischen Beachhandballnationalmannschaft an.